# Timorbrilvogel
De timorbrilvogel (Heleia muelleri) is een zangvogel uit de familie Zosteropidae (brilvogels). Deze vogel is genoemd naar de Duitse zoöloog Salomon Müller die in dienst van het Rijksmuseum van Natuurlijke Historie in Leiden onderzoek deed in Nederlands-Indië.

## Verspreiding en leefgebied
Deze soort is endemisch op het eiland Timor.

## Status
De grootte van de populatie is niet gekwantificeerd maar de soort wordt omschreven als schaars tot zeldzaam. Op de Rode lijst van de IUCN heeft deze soort de status niet bedreigd.